# 武富敏彦
武富 敏彦（たけとみ としひこ、1884年〈明治17年〉12月13日 - 1964年〈昭和39年〉8月21日）は、日本の外交官。駐オランダ公使、駐トルコ大使。

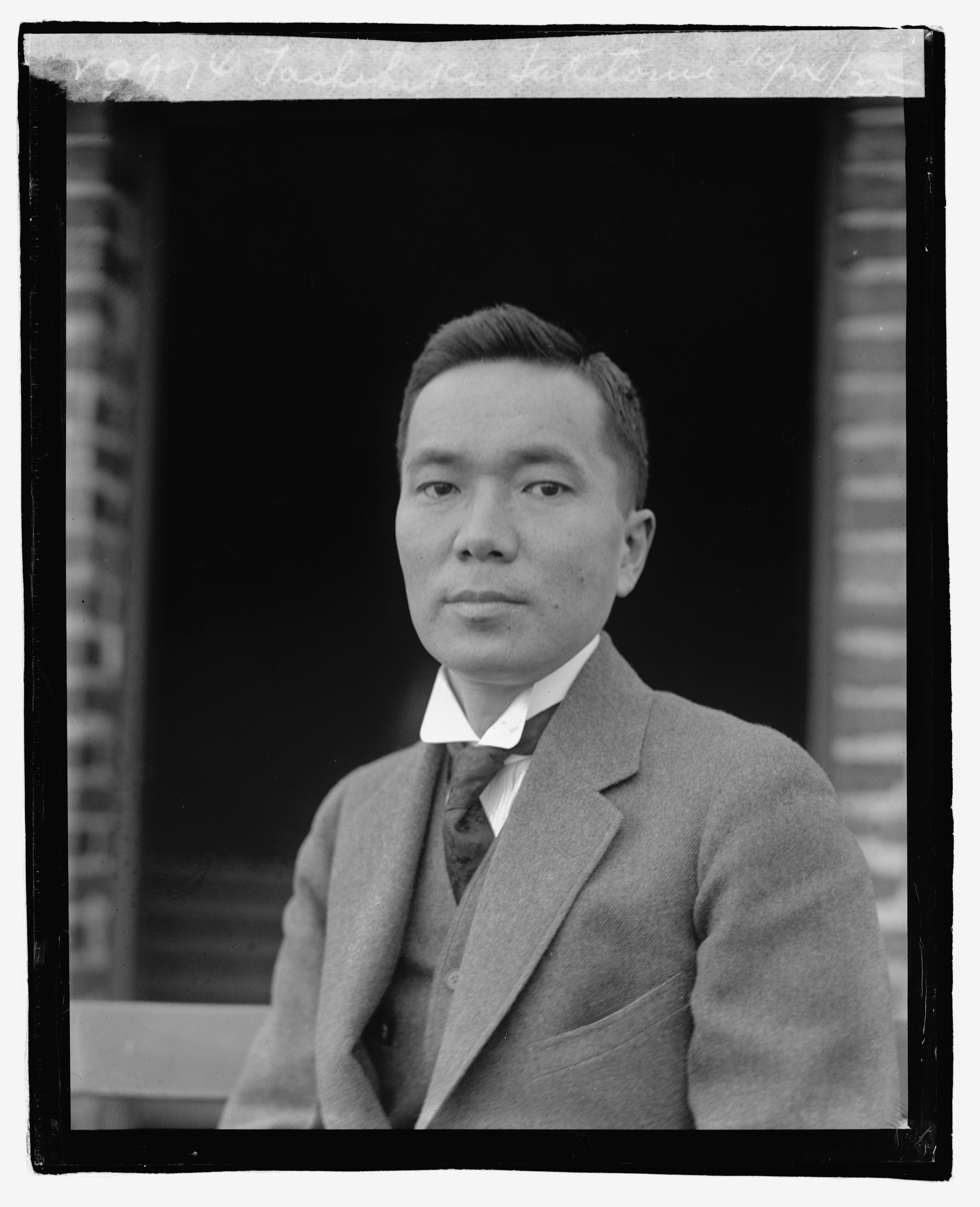

## 経歴
佐賀県佐賀市出身。旧制第一高等学校を経て、1910年（明治43年）に東京帝国大学法科大学政治科を卒業し、外交官及領事官試験に合格した。1911年（明治44年）にメキシコ公使館外交官補となり、メキシコ公使館三等書記官、フランス大使館三等書記官、外務書記官兼事務官・通商局第二課長、アメリカ合衆国大使館二等書記官、同一等書記官、サンフランシスコ総領事、1927年（昭和2年）に外務省通商局長となった。その後、アメリカ大使館参事官となり、1933年（昭和8年）に駐オランダ公使に就任した。さらに駐トルコ大使となって、1940年（昭和15年）に退官した。戦後、1953年（昭和28年）の第3回参議院議員通常選挙において郷里の佐賀県から改進党公認で立候補したが落選した。

## 親族
- 武富時敏 - 父。大蔵大臣・逓信大臣・衆議院議員・貴族院議員。
- 安達峰一郎 - 妻の父。常設国際司法裁判所所長・駐フランス大使・駐ベルギー大使
- 矢吹省三 - 長女の舅

## 栄典
- 1940年（昭和15年）8月15日 - 紀元二千六百年祝典記念章[6]